# Калинівський ринок
Комунальне підприємство Міський торговельний комплекс «Калинівський ринок» (КП МТК «Калинівський ринок») — торговельний комплекс, що перебуває у власності територіальної громади Чернівців. 
Він займає площу понад 35 га, формує значну частину міського бюджету, є один із найбільших ринків України. 
Очолює комунальне підприємство «Міський торговельний комплекс «Калинівський ринок» директор Маслянчук Ігор Володимирович.

## Історія
Наприкінці 80-х, початку 90-х років у Чернівцях почали масово створюватись осередки стихійної торгівлі. Міська влада, щоб спрямувати масову торговельну діяльність буковинців зі стихійного в організоване русло ухвалила рішення винести торгівлю за межі міста і сконцентрувати в одному місці на спеціальному ринку допоки не побудують речовий ринок на вулиці Руській. Для цього була обрана ділянка поблизу новозбудованого мосту через річку Прут, де на непридатній для господарської діяльності ділянці, після будівництва мосту на утрамбованій території був утворений ринок. Потім ринок неодноразово реорганізовувався. Зокрема 19 червня 1990 року було створено мале підприємство «Госпрозрахунковий міський торговий центр». Ця дата вважається датою заснування ринку.
Міська влада розглядала цей ринок як тимчасовий, але речовий ринок на вулиці Руській так і не збудували, і у 1997 році був реорганізований у комунальне підприємство міський торговельний комплекс «Калинівський ринок».

## Сьогодення
За понад 20 років свого існування «Калинівський ринок» значно розширився. 
«Калинівський ринок» входить до четвірки найбільших ринків України і залишається у власності міської громади Чернівців. 
На сьогодні на семи торгових секторах ринку облаштовано майже 10 тисяч торговельних об’єктів в яких працює близько 20 тисяч підприємців. На території працюють банківські установи, аптеки, безкоштовні громадські вбиральні, 2 медпункти, розвинена транспортна та соціальна інфраструктура.
Проте вистачає і проблем. Серед найбільш нагальних – супротив запровадження касових апаратів, укладання договорів між ринком та окремими підприємствами, офіційне оформлення торговельних об'єктів тощо.  

## Доходи та податки
Ринок є найбільшим платником податків на Буковині. Зокрема, лише за останніх 3 роки КП МТК «Калинівський ринок» поповнив бюджети всіх рівнів на майже 100 мільйонів гривень. 2011 року ця сума склала 28,8 млн грн[джерело?].
Баланс та Звіт МТК «Калинівський ринок» про фінансовий стан на 31 березня 2016 року.

## Міський транспорт
До МТК «Калинівський ринок» курсує міський транспорт:
- тролейбус: № 5
- автобуси: № 10, 14, 22, 25, 30, 31, 32, 33, 35, 40, 41